# 마이크로그램
마이크로그램(microgram, microgramme)은 그램의 1×10−6에 해당하는 질량 단위이다. 국제단위계에 따르면 단위 기호는 μg이다. 미국과 영국에서는 의학 정보를 다룰 때 mcg로 표기하는 것을 권장한다. μg에서 마이크로의 두문자 기호는 그리스어 낱말 μ(뮤)이다.
마이크로그램 기호는 유니코드에 의해 코드포인트 U+338D ㎍ square mu g ❰ ㎍ ❱로 인코딩된다.

## 같이 보기
- SI 접두어